# DeSean Jackson

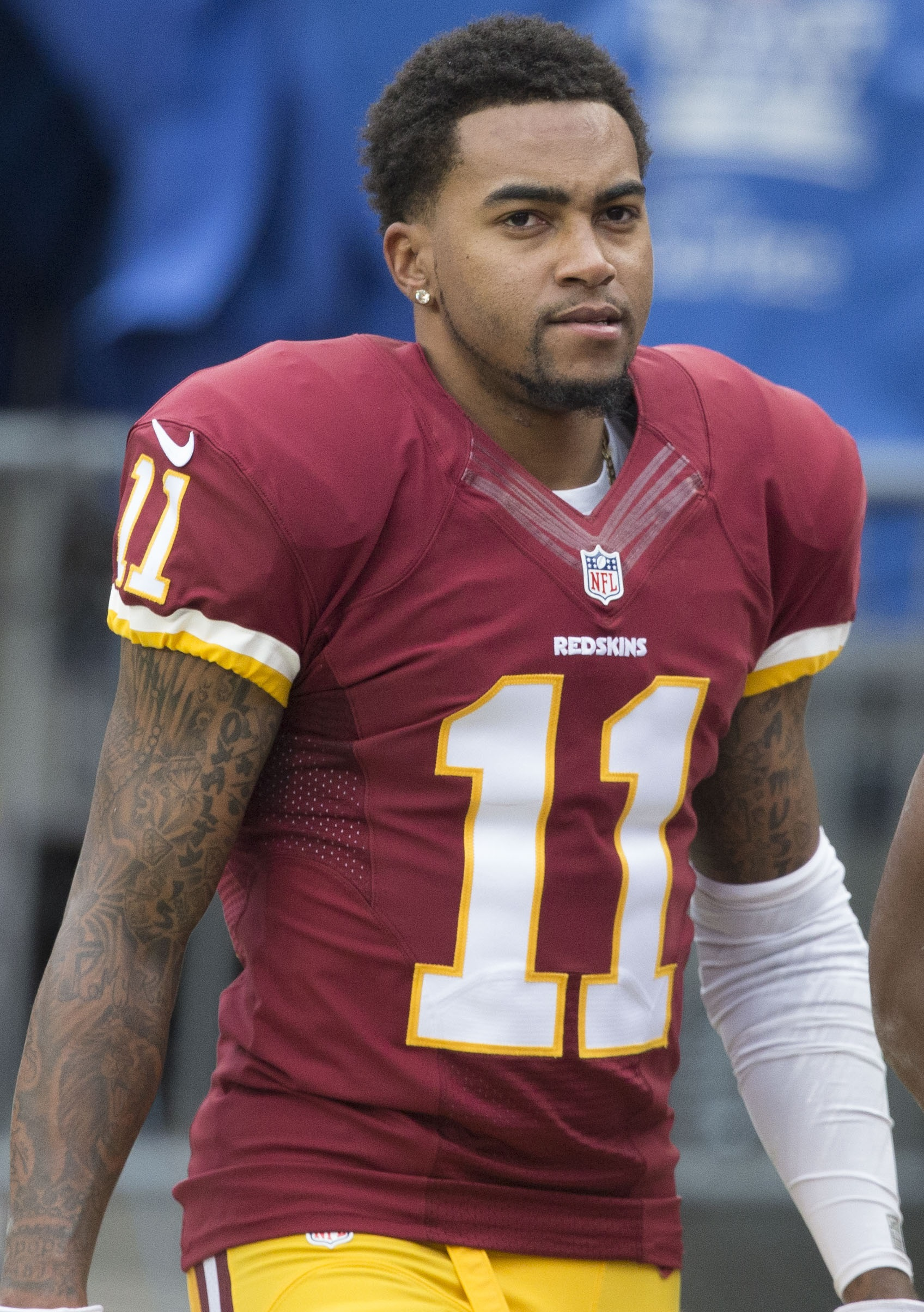
DeSean Jackson

DeSean Jackson (Long Beach, California, Estados Unidos, 1 de diciembre de 1986) es un jugador profesional de fútbol americano de la National Football League que juega en el equipo Baltimore Ravens , en la posición de Wide receiver con el número 10.

## Carrera deportiva
DeSean Jackson proviene de la Universidad de California en Berkeley y fue elegido en el Draft de la NFL de 2008, en la ronda número 2 con el puesto número 49 por el equipo Philadelphia Eagles.
Ha jugado en los equipos de Tampa Bay Buccaneers y Washington Redskins.

## Estadísticas generales
| Yardas | Touchdowns | Recepciones | Promedio |
| 488    | 4983       | 26          | 18.8     |